# Washford (Fluss)
Der Washford ist ein Fluss in der englischen Grafschaft Somerset. Er entspringt auf einer Höhe von 370 Metern über dem Meeresspiegel in der Nähe des Dorfes Treborough in den Brendon Hills und mündet in der Hafenstadt Watchet in den Bristolkanal. Auf seinem Weg fließt er durch die Gemeinden Treborough, Luxborough, Withycombe, Old Cleeve, Nettlecombe, Williton und Watchet sowie durch die Ortschaften Pooltown, Kingsbridge, Roadwater, Torre, Washford und Watchet.
Das Flusstal verläuft durch das Gebiet Cleeve Hill Site of Special Scientific Interest sowie in der Nähe von Cleeve Abbey.
Der Washford hat eine Länge von 19 Kilometern und entwässert ein Einzugsgebiet von 33,3 Quadratkilometern. Die Umweltbehörde definiert zwei Flussläufe für das Einzugsgebiet. Der Washford-Unterlauf umfasst das Gebiet bis zur Tacker Street, unmittelbar flussaufwärts von Roadwater, während der Washford-Oberlauf das Gebiet oberhalb dieses Punktes umfasst. Im August 2023 hatte der untere Flusslauf von Washford einen mäßigen ökologischen Zustand, während der obere Flusslauf von Washford einen schlechten ökologischen Zustand aufwies.

## Bildergalerie

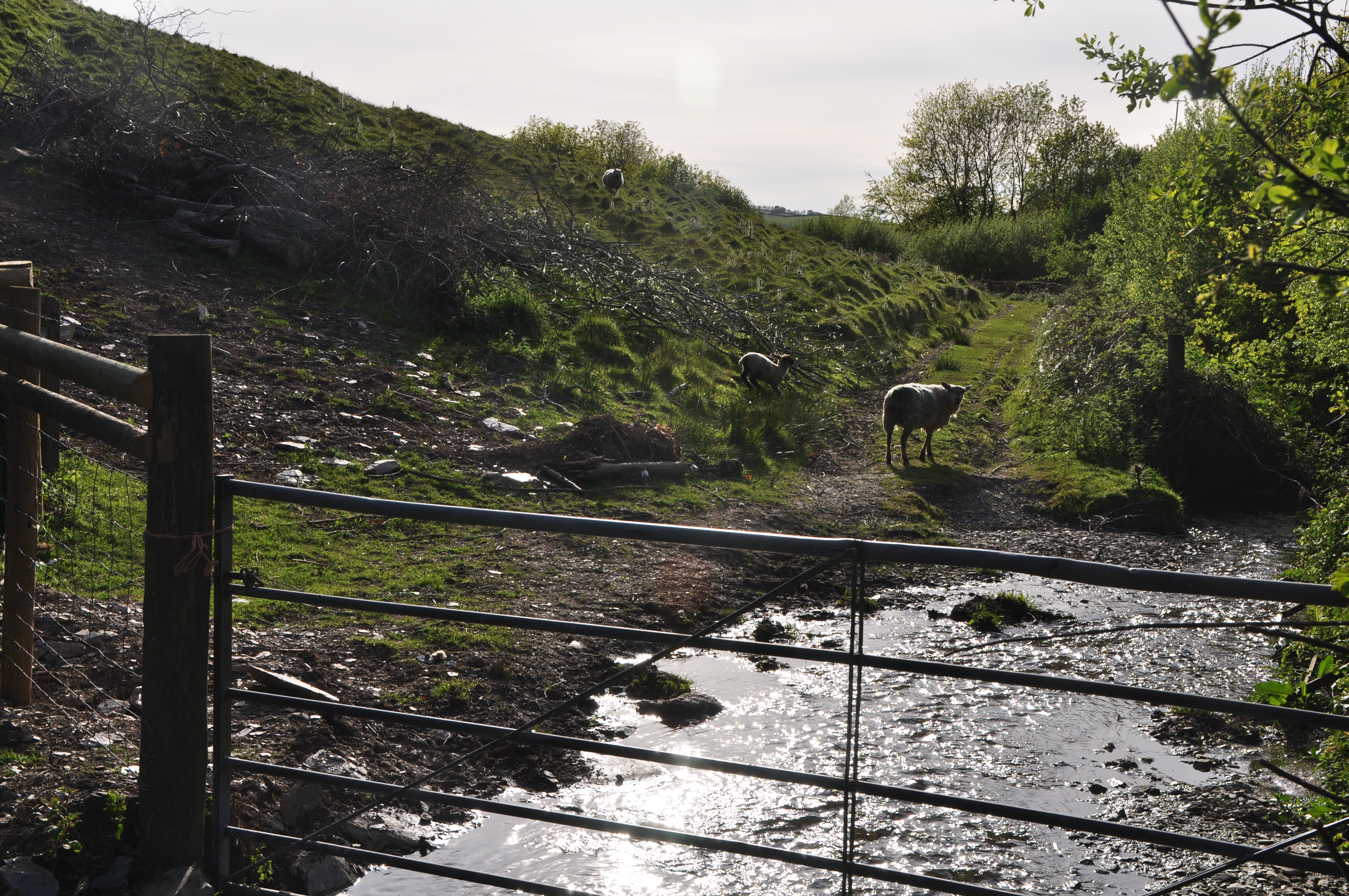
Das Quellgebiet in Treborough
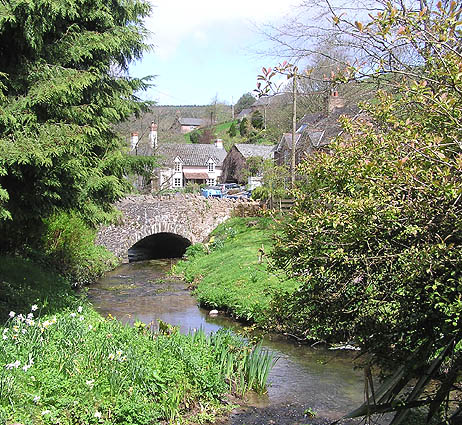
Der Fluss in Pooltown
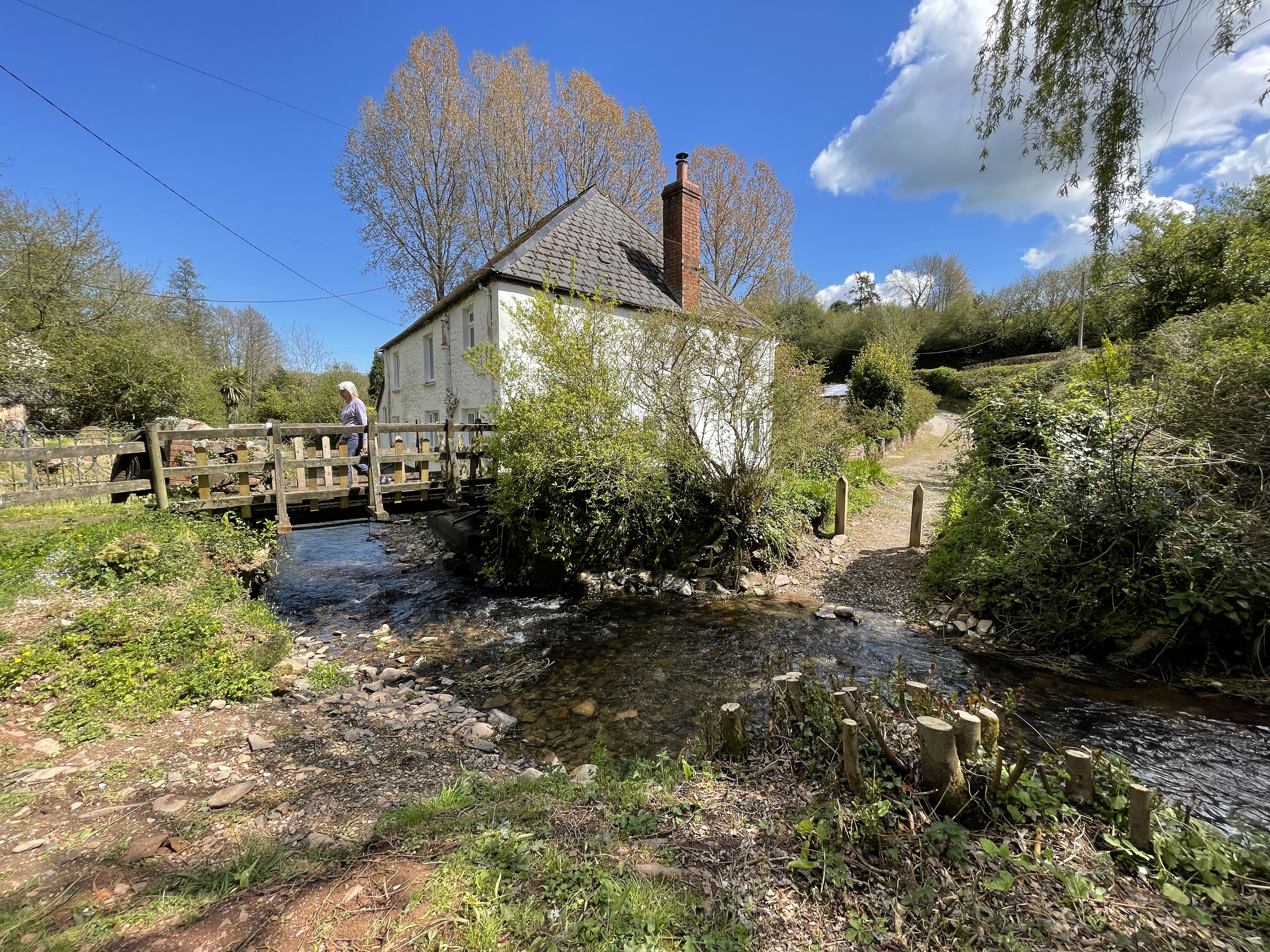
Furt an der Tacker Street
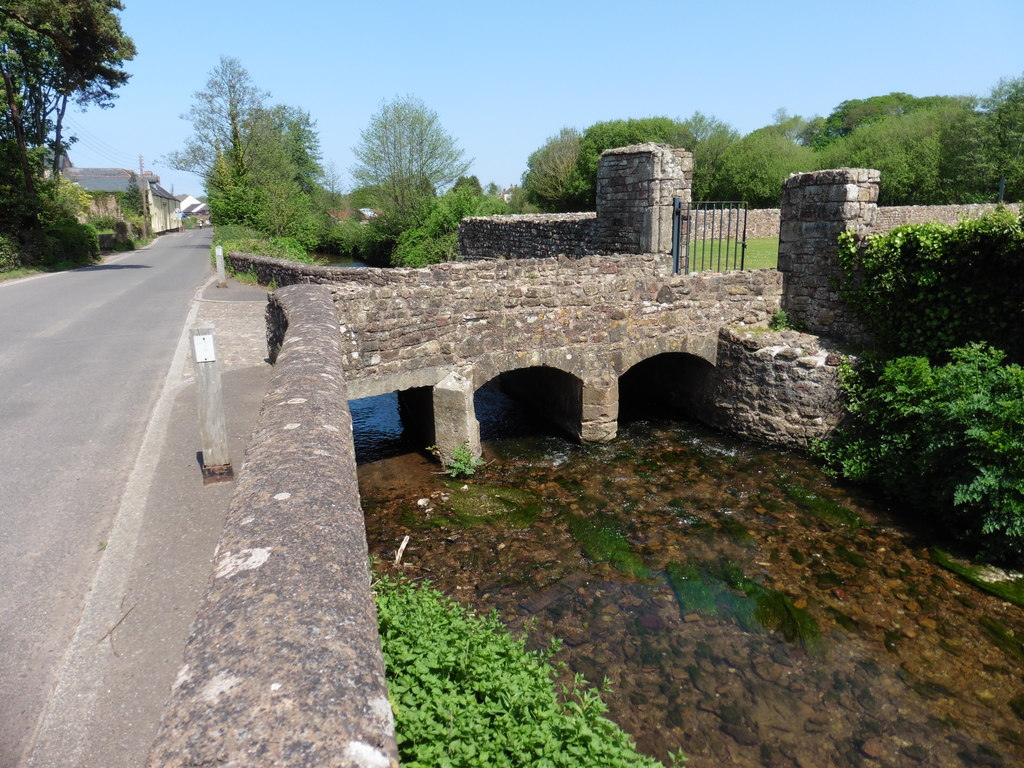
Der Fluss beim Cleeve Abbey
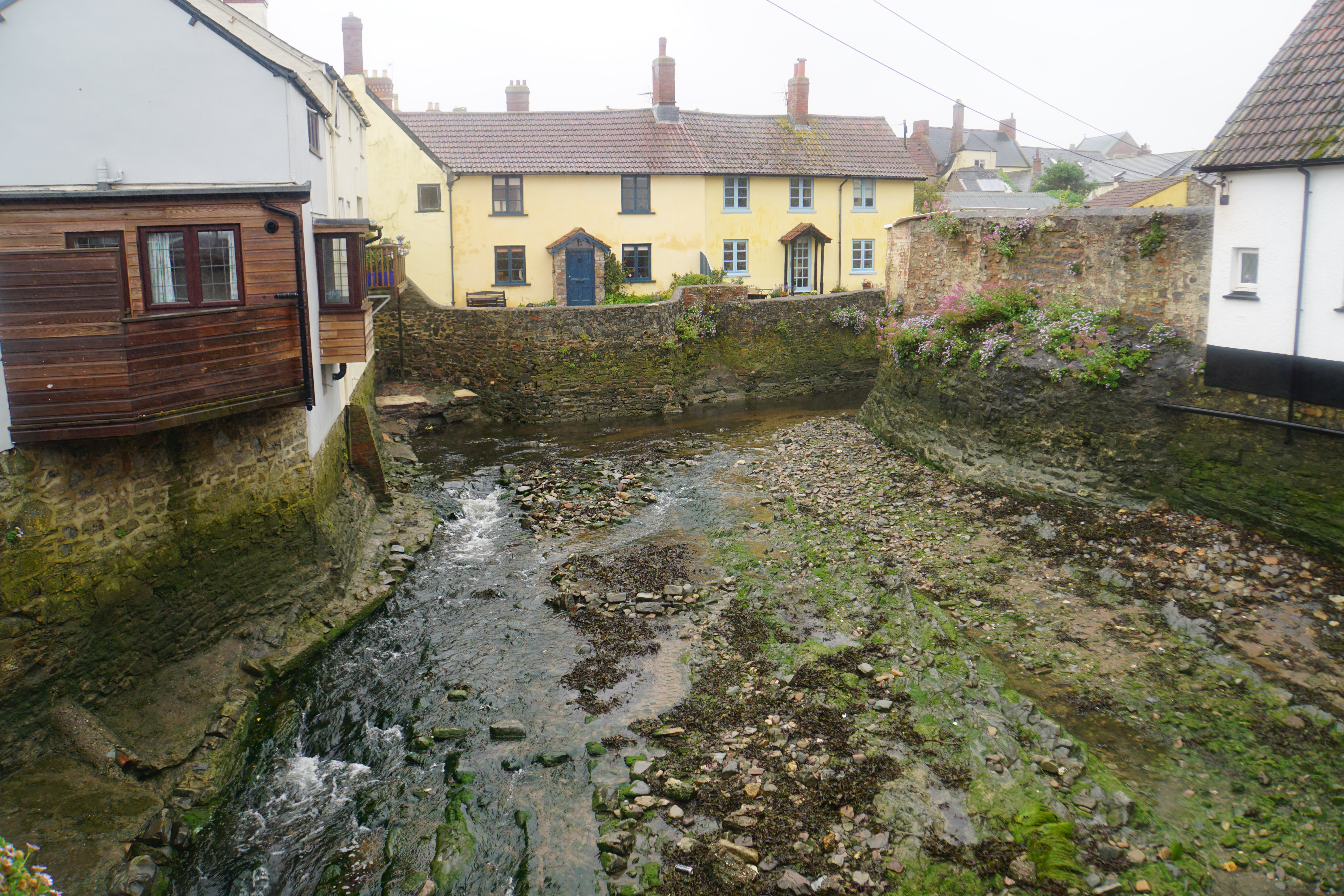
Das Gezeitenbecken in Watchet